# Henry Aruna
Henry Aruna (Yemandu, 2 agosto 1964) è un vescovo cattolico sierraleonese, dal 26 gennaio 2019 vescovo di Kenema.

## Biografia
Monsignor Henry Aruna è nato a Yemandu il 2 agosto 1964.

### Formazione e ministero sacerdotale
Ha frequentato la St. Paul's Primary School e poi la Holy Trinity Secondary School a Kenema. Dal 1982 al 1984 ha studiato al seminario minore "San Kizito" di Kenema, dove nel 1985 ha completato il corso propedeutico. Ha studiato filosofia prima al St. Paul's College Seminary di Gbarnga, in Liberia, e poi a Makeni, in Sierra Leone. Lì ha studiato per il baccalaureato in filosofia dal 1985 al 1989 e in teologia dal 1989 al 1992.
Il 16 aprile 1993 è stato ordinato presbitero per la diocesi di Kenema. In seguito è stato vicario parrocchiale a Blama dal 1993 al 1995, amministratore della missione cattolica presso i rifugiati, in collaborazione con la Caritas e l'UNHCR, dal 1995 al 1996 e professore al seminario maggiore "San Paolo" di Makeni dal 1996 al 1999. Nel 1997 ha svolto un breve corso di formazione religiosa in "counselling, human growth, spirituality and development" presso l'Istituto di Sant'Anselmo nel Kent, in Inghilterra. Dal 1999 al 2001 ha compiuto gli studi per la licenza in filosofia presso la Pontificia università urbaniana di Roma. Tornato in patria è stato professore al seminario maggiore "San Paolo" di Freetown, dove è stato anche decano degli studi ed economo, dal 2001 al 2009 e segretario della Conferenza interterritoriale dei vescovi cattolici di Gambia e Sierra Leone dal 2008. Tra il 2004 e il 2005 ha studiato per un Master of Education all'Università di Sierra Leone.

### Ministero episcopale
Il 7 gennaio 2012 papa Benedetto XVI lo ha nominato vescovo di Makeni. Ha ricevuto l'ordinazione episcopale il 5 gennaio 2013 presso la Saint Edward Secondary School di Freetown dall'arcivescovo Protase Rugambwa, segretario aggiunto della Congregazione per l'evangelizzazione dei popoli, co-consacranti l'arcivescovo metropolita di Madras e Mylapore George Antonysamy e il vescovo di Kenema Patrick Daniel Koroma. Il motivo di tale ritardo è da ricercare nel fatto che il clero e i fedeli della diocesi di Makeni si rifiutavano di accettarlo come vescovo ufficialmente per ragioni etniche: Aruna è infatti di etnia mende mentre la diocesi di Makeni è abitata prevalentemente da temne. Il clero di quella diocesi chiedeva inoltre di essere valorizzato maggiormente. Aruna non ha mai potuto prendere possesso della diocesi.
Il 18 luglio 2015 papa Francesco lo ha nominato vescovo ausiliare di Kenema e titolare di Nasbinca. Lo stesso giorno il pontefice ha elevato alla dignità episcopale il padre saveriano Natale Paganelli, amministratore apostolico di Makeni.
Nel giugno del 2018 Aruna ha compiuto la visita ad limina.
Ha partecipato alla XV assemblea generale ordinaria del Sinodo dei vescovi che ha avuto luogo nella Città del Vaticano dal 3 al 28 ottobre 2018 sul tema "I giovani, la fede e il discernimento vocazionale" come rappresentante della Conferenza interterritoriale dei vescovi cattolici di Gambia e Sierra Leone.
Il 26 gennaio 2019 papa Francesco lo ha nominato vescovo di Kenema.
È presidente di Caritas Sierra Leone.

## Genealogia episcopale
La genealogia episcopale è:
- Cardinale Scipione Rebiba
- Cardinale Giulio Antonio Santori
- Cardinale Girolamo Bernerio, O.P.
- Arcivescovo Galeazzo Sanvitale
- Cardinale Ludovico Ludovisi
- Cardinale Luigi Caetani
- Cardinale Ulderico Carpegna
- Cardinale Paluzzo Paluzzi Altieri degli Albertoni
- Papa Benedetto XIII
- Papa Benedetto XIV
- Papa Clemente XIII
- Cardinale Enrico Benedetto Stuart
- Papa Leone XII
- Cardinale Chiarissimo Falconieri Mellini
- Cardinale Camillo Di Pietro
- Cardinale Mieczysław Halka Ledóchowski
- Cardinale Jan Maurycy Paweł Puzyna de Kosielsko
- Arcivescovo Józef Bilczewski
- Arcivescovo Bolesław Twardowski
- Arcivescovo Eugeniusz Baziak
- Papa Giovanni Paolo II
- Cardinale Polycarp Pengo
- Cardinale Protase Rugambwa
- Vescovo Henry Aruna